# Ruaridh Mollica
Ruaridh Silvio James MacGillivray-Mollica (Prato, 14 ottobre 1999) è un attore italiano con cittadinanza britannica.

## Biografia
Nato a Prato nel 1999 da madre scozzese e padre italiano, ha frequentato la Broughton High School di Edimburgo. Si è poi unito alla compagnia teatrale giovanile Strange Town, dove ha incontrato il suo agente Ruth Hollyman. Mollica si è laureato in Informatica presso l'Università Heriot-Watt nel 2021.
È dichiaratamente bisessuale.

## Carriera
Ha fatto il suo esordio professionale nel 2013, quando ha recitato in un episodio della serie Case Histories sulla BBC One e ne film Sunshine on Leith. Ha continuato a recitare saltuariamente durante la tarda adolescenza e gli anni universitari, apparendo nella miniserie drammatica del 2015 Stonemouth e nel film Il segreto delle api (2018).
Durante il suo ultimo anno all'università, Mollica tornò a recitare quando il suo agente Ruth Hollyman gli fece ottenere il ruolo principale al fianco di Joshua Griffin nel cortometraggio del 2022 di Sean Lionadh Too Rough, che vinse un BAFTA scozzese. In seguito ha interpretato il ruolo di Patrick Hume nella serie televisiva della BBC Three Red Rose e ha recitato nella serie di Channel 5 Witness Number 3. Attivo anche in campo teatrale, ha recitato nel dramma Wasted al Jack Studio Theatre di Londra.
Nel 2024, ha interpretato il ruolo del protagonista nel secondo lungometraggio di Mikko Mäkelä, Sebastian, che ha debuttato al Sundance Film Festival.

## Filmografia

### Cinema
- Sunshine on Leith, regia di Dexter Fletcher (2013)
- Blackpool in a Day, regia di Guy Paterson - cortometraggio (2014)
- Il segreto delle api (Tell It to the Bees), regia di Annabel Jankel (2018)
- Too Rough, regia di Sean Lìonadh - cortometraggio (2022)
- The Doomsday Clock, regia di Ruaridh Mollica e Arriyan Wells - cortometraggio (2022)
- Boys on Film 23: Dangerous to Know, regia di vari registi (2023)
- The Bird Feeder, regia di Scott Trotter - cortometraggio (2024)
- Sebastian, regia di Mikko Mäkelä (2024)
- MOR, regia di Tom Austen - cortometraggio (2024)

### Televisione
- Victorian Villains, regia di Michael Prince – film TV (2013)
- Case Histories – serie TV, 1 episodio (2013)
- Stonemouth, regia di Charles Martin – miniserie TV, 1 episodio (2015)
- Witness Number 3 – serie TV, 4 episodi (2022)
- Red Rose – serie TV, 5 episodi (2022)
- Sexy Beast – serie TV, 1 episodio (2024)
- The Jetty – serie TV, 2 episodi (2024)
- Ridley – serie TV, 2 episodi (2024)
- The Franchise – serie TV, 8 episodi (2024)
- A Thousand Blows – serie TV, episodio 1x06 (2025)